# 利希夫卡 (切尔尼希夫区)
51°31′9″N 31°6′43″E / 51.51917°N 31.11194°E
利希夫卡（烏克蘭語：Льгівка），是烏克蘭北部切爾尼希夫州切爾尼希夫區米哈伊洛-科秋宾斯凯市镇的村落。始建於1859年，面積0.23平方公里，海拔高度143米，2001年人口32，人口密度每平方公里141.6人。